# Plectris setosa
Plectris setosa är en skalbaggsart som beskrevs av Moser 1924. Plectris setosa ingår i släktet Plectris och familjen Melolonthidae. Inga underarter finns listade i Catalogue of Life.